# Historia de los heterodoxos españoles
La Historia de los heterodoxos españoles (espagnol pour « Histoire des hétérodoxes espagnols ») est une œuvre  d'érudition de Marcelino Menéndez Pelayo en trois volumes, publiée entre 1880 et 1882 en 4 000 exemplaires. Les exemplaires conservés ont aujourd'hui une grande valeur.